# En borg av trygghet
En borg av trygghet är skriven av Per Anders Fogelström och utkom år 1957. Den utspelar sig i Stockholm under slutet av 1950-talet.

## Romanfigurerna
- Tor Perle – ägare av firman Persson & Perle
- Inga Perle – Tors fru
- Annmari Perle – Tors och Ingas 19-åriga dotter
- Maria Persson – Tors mamma, död
- Greta – Ingas lillasyster
- Ernst Persson – Tors pappa, död
- Rolf Vallberg – Annmaris fästman
- Ludvig Bergman – arbetar på Persson & Perle
- Linnea Bergman – Ludvigs fru, död sedan 40 år tillbaka
- Krister Bergman – Ludvig och Linneas son, död sedan 40 år tillbaka
- Oskar Bergman – Ludvigs bror
- Vilma Bergman – Oskars fru
- Sven Axelsson – säljare hos Persson & Perle
- Mary Svensson – vän och kollega till Annmari
- Gun Boman – vän och kollega till Annmari
- Lars Strand – kollega till Annmari m.f. Gift med Gun
- Ann-Christin Strand – dotter till Lars och Gun
- Klas Fällman – kollega till Lars m.f
- Claes Pettersson – avdelningschef för Lars m.f
- Hubert Johansson – vaktmästare på Annmaris mf arbete
- Kajsa Tornberg – kollega till Annmari m.f
- Stickan Eriksson – ligist som misshandlat Hubert Johansson
- Bengt Henriksson – vän till Rolf